# Comuna Haiivka, Razdelna
Haiivka (în ucraineană Гаївка) este o comună în raionul Razdelna, regiunea Odesa, Ucraina, formată din satele Buhai, Haiivka (reședința), Luciînske, Nove, Plavneve și Trud-Hrebenîk.

## Demografie
Componența lingvistică a comunei Haiivka
     Ucraineană (86,01%)
     Rusă (9,51%)
     Română (1,16%)
     Alte limbi (0,38%)
Conform recensământului din 2001, majoritatea populației comunei Haiivka era vorbitoare de ucraineană (86,01%), existând în minoritate și vorbitori de rusă (9,51%), găgăuză (1,39%) și română (1,16%).